# トヨタ・アルテッツァ
アルテッツァ（ALTEZZA）は、トヨタ自動車が1998年から2005年にかけて販売した中型4ドアセダンである。派生モデルに、5ドアハッチバックのアルテッツァジータ（ALTEZZA GITA）がある。

## 概要
プログレやブレビスとプラットフォームを共有しており、ボディタイプはセダンとハッチバック（ただし、トヨタではリアオーバーハングの短いステーションワゴンとしてカテゴライズされた）の2種類。販売チャンネルはネッツ店が割り当てられた。
「コンパクトなボディでFRレイアウトのセダン」として開発がスタートしたが、後に同時期に開発中だった他のスポーツセダンと統合され、さらにレクサス店の販売戦略における欧州Dセグメント車（BMW・3シリーズやメルセデス・ベンツ・Cクラスなど）への対抗車種としての役割も担うことになったため、スポーツセダンとプレミアムセダンの双方の役割が求められることとなり、開発途中でコンセプト変更がなされた。その成り立ちから「AE86の再来」という表現がなされることもあるが、AE86とは車格からコンセプトに至るまで大きく異なる。
初期型の室内装備は簡素な仕様に留められ、上級装備品である本革/エクセーヌ表皮パワーシート・ドアカーテシーランプ・コンライト・鍵付き起毛グローブボックス・オーバーロック付きラゲージマットなどは、後に追加された高級仕様の「L-EDITION」（レクサスISに準ずる品質）にのみ設定された。また、ディスチャージヘッドランプはオプション設定でも存在しなかった。なお、マイナーチェンジ後はディスチャージヘッドランプやドアミラーヒーターの標準装備化、パワーステアリングギアの高精度化、ギア比アップによるフィーリング向上等が行われた。さらに外装・内装パーツのブラッシュアップが行われた。
発売直後は若者を中心としてRS200のMT仕様が売れ筋だったが、後にアルテッツァと同じくネッツ店での取り扱いであったチェイサーの廃止に伴い、同車からの乗り換えとみられる40代以上のユーザーによるAS200のAT仕様が販売の中心となっていった。
日本国外では、トヨタが海外で展開する高級車ブランド「レクサス」のエントリーモデル「IS」の初代モデルとして販売されていたが、レクサスは2005年から日本国内でも展開を開始し、同年9月には後継車にあたる2代目ISが発売。取扱店もレクサス店に移行したことで、アルテッツァの名称は1代限りで消滅した。

## メカニズム
エクステリア
外観デザインはショートオーバーハング+ロングホイールベース+大径ホイール（17インチ）と、スポーツカーを意識したプロポーションとなっている。このスタイルは、後のトヨタやレクサス店のFRセダン（S180系クラウン以降のFRセダンなど）に受け継がれている。なお、トヨタ車ながら内外装には同社のCIマークを装着していないのが特徴である。後期型LエディションのアルミホイールにはCIマークが装着された。大小2つの円を用いたデザインのリアコンビネーションランプと大幅に切り詰められた前後オーバーハング、17インチアルミホイールと低偏平（215/45偏平）タイヤなどが採用されている。
エンジン・ドライブトレイン

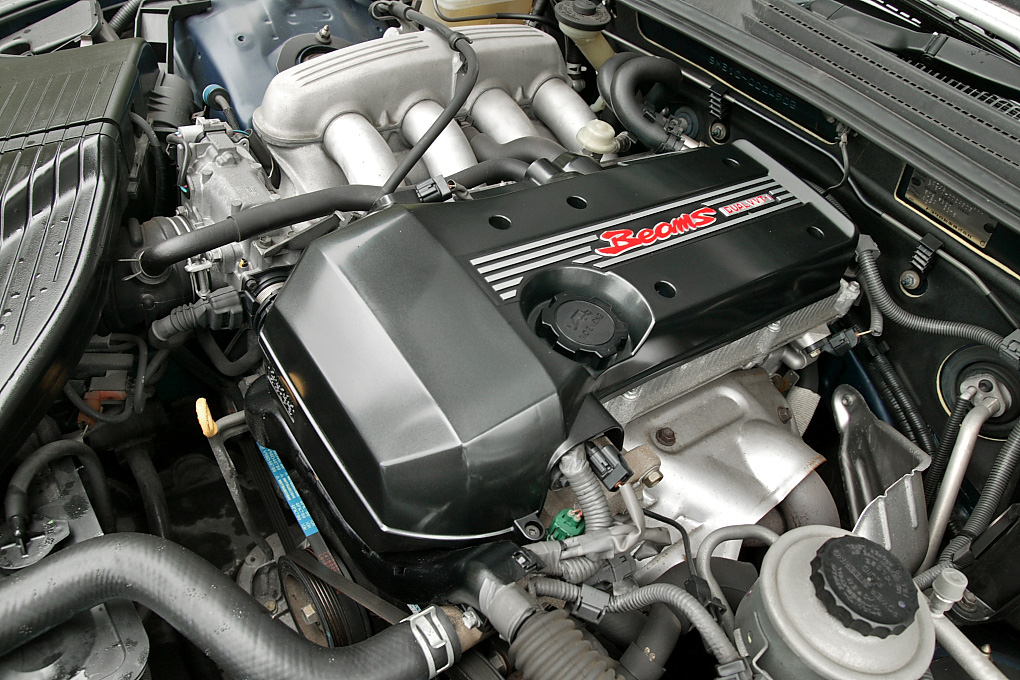
日本国内専用の3S-GE型エンジン

エンジンは1G-FE型 直列6気筒エンジンと3S-GE型 直列4気筒エンジンを選択。どちらも2.0L。『ジータ』の『AS300』は2JZ-GE型 直列6気筒3.0Lエンジンを搭載している。3S-GE型エンジンは吸気・排気の両方に可変バルブ機構（VVT-i）を搭載し、MTの210馬力仕様にはチタンバルブを採用するなど、当時の最新技術が盛り込まれている。従来の3S型エンジンとは、横置きから縦置き仕様へと大幅に設計変更されている。また、RS200とAS200の6速MTモデルには、トルセンLSDが標準装着されている。発売当初、この3S-GE型エンジンはカタログスペック上において日本製2,000ccの自然吸気エンジンの中では最高出力となる210馬力であった。また、AS200系に搭載される1G-FE型エンジンに関してもBEAMSやVVT-iなどを盛り込んだ1G系エンジンの最終進化型である。
トランスミッションは、当初は直列4気筒 2.0L搭載のスポーツ仕様であるRS200にのみに6速MTが設定されていたが、後に直列6気筒搭載の高級仕様『AS200』にも追加された。ステーションワゴンモデルである『ジータ』では、当初『AS200』のみに6速MTが設定されていたが、後のマイナーチェンジで消滅し、全車ATのみの設定となっている。なおRS200のATは5速、AS200のATは4速、『ジータ』の『AS300』は5速であった。
サスペンション
プラットフォームは2代目アリストから採用された当時最新の「FRマルチプラットフォーム」の改良版で、プログレに採用されていたものをベースに改良されたものである。フロント、リア共にスープラなどのスポーツカーやクラウンなどの高級セダンにも用いられたダブルウィッシュボーン式サスペンションが採用され、サブフレームを介してボディにマウントすることで運動性能と乗り心地の向上、両立を図っている。また、前後重量配分が適正化されるよう、可能な範囲で車体の軽量化にも重点が置かれた。MT車では、フロントはアリスト用、リアにはアリストより1サイズピストン径が大きいブレーキキャリパーとローターが使われ、制動性能は高く、当時の日本のブレーキアセスメント試験で最短制動距離を記録している。後のマイナーチェンジではリア周りのボディ剛性が引き上げられ、リアサスペンションの路面追従性が向上した。そしてABSがGセンサー付の「スポーツABS」へ変更されるなど、走行性能のレベルアップが図られた。
ボディ・内装
高い剛性と日欧米の各地域の基準クリアを両立すべく、衝突安全ボディーが採用された。そのため、重量は当時としてはやや重めの1,300kg∼1,400kgとなった。インテリアでは、スピードメーター（マイナーチェンジ後のRS200の6速MTはタコメーター）の内側に水温計・油圧計（AS系は瞬間燃費計）・電圧計3つの計器を配したクロノグラフ形状のメーターを採用した。内装に使用される革はレクサスISのものよりグレードが落とされており、シフトレバーやパーキングブレーキレバーのブーツには合成皮革（フェイクレザー）が使われていた。またシフトレバーは当初は全モデルで金属製ノブを採用していたが、炎天下での使用に支障をきたすことなどから後に本革を用いたタイプも登場している。

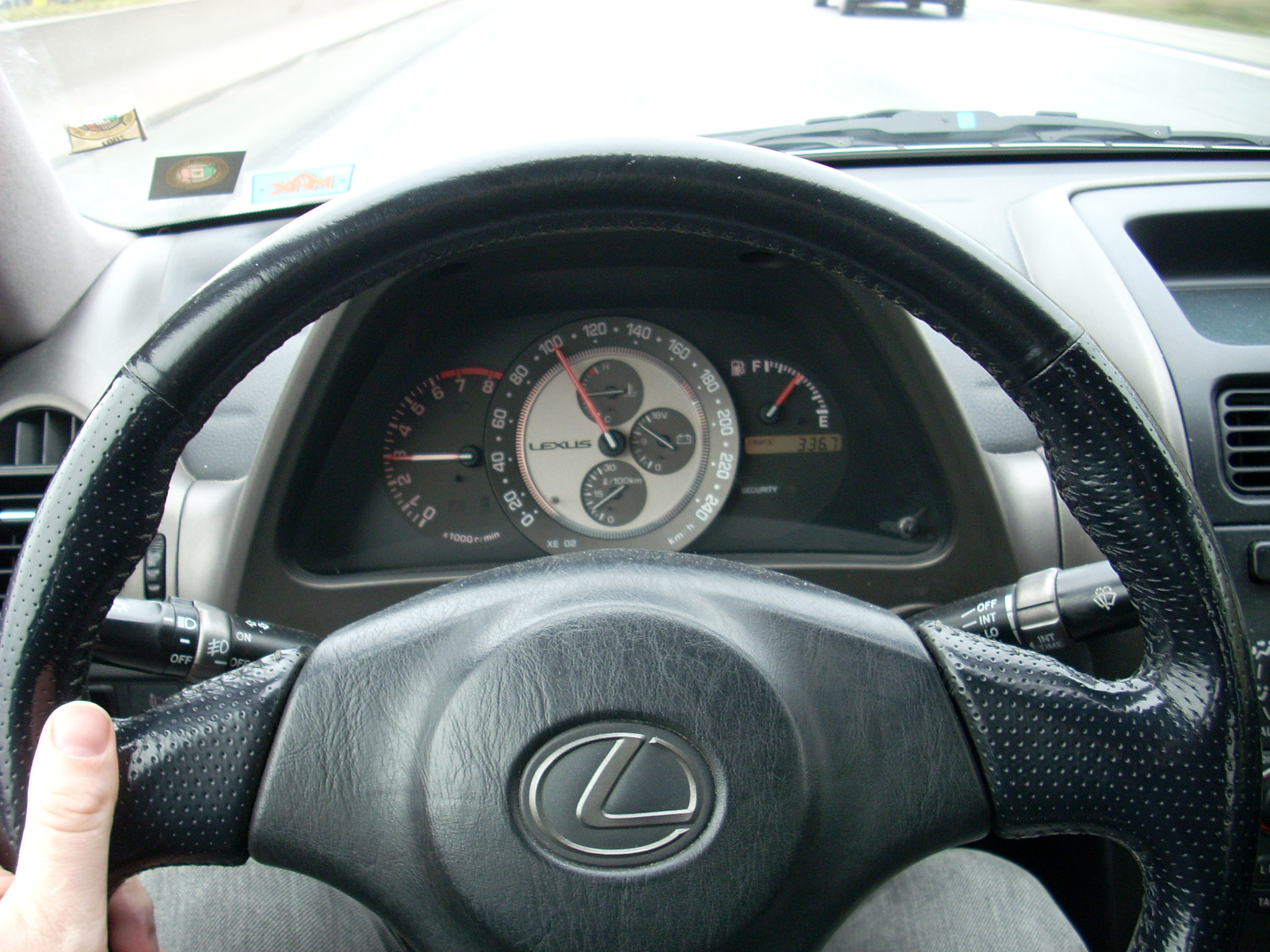
クロノグラフをモチーフとしたデザインのメーター（写真はレクサスISのもの）
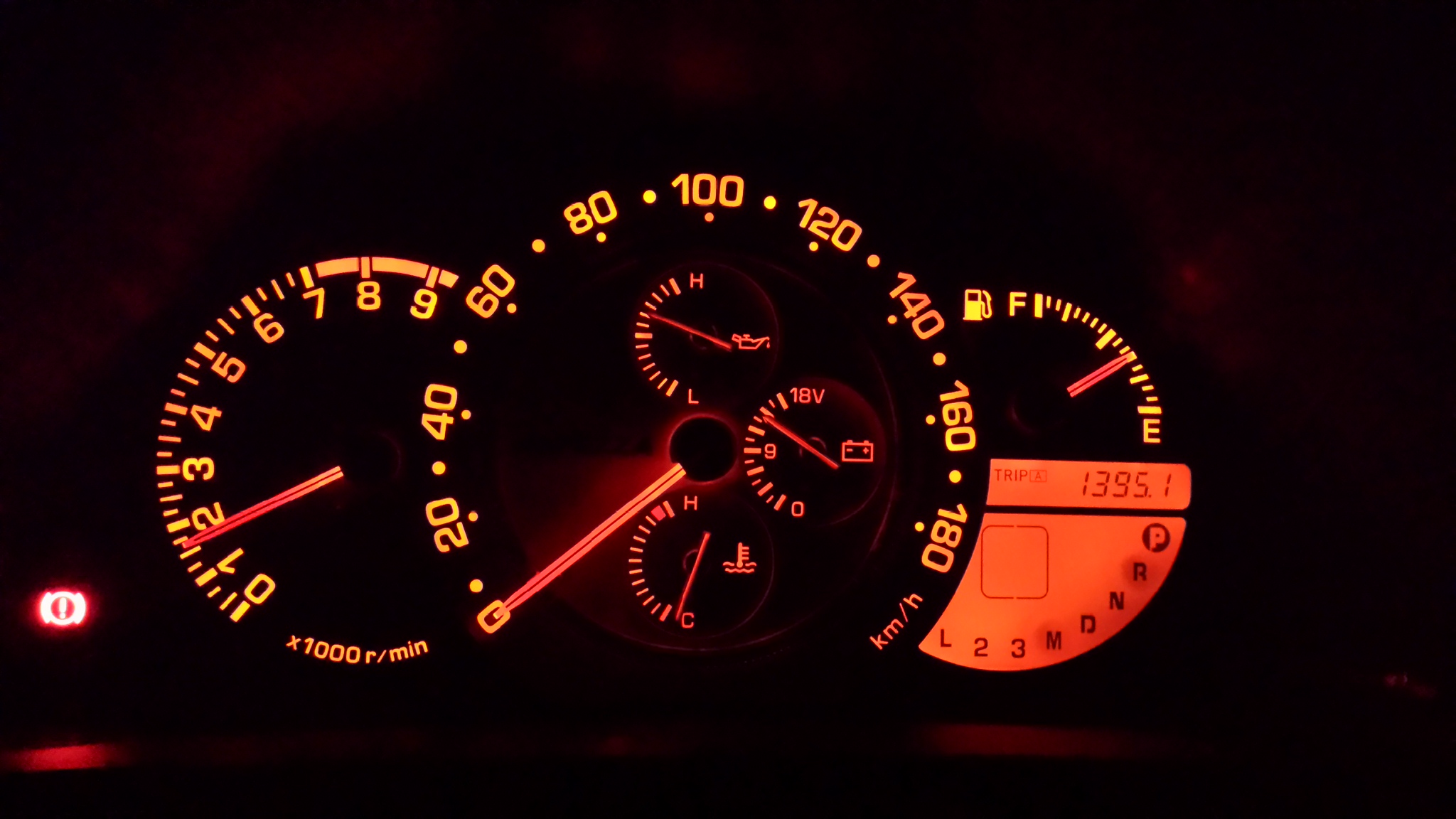
点灯時のメーター

## 初代 XE10型（1998年-2005年）
- 1998年10月30日 - 発売。1998-1999日本カー・オブ・ザ・イヤー（COTY）を受賞。
- 1999年5月 - ラグジュアリーな豪華内装となる「Lエディション」を追加設定。
- 1999年10月 - RS200がグッドデザイン賞を受賞。
- 2000年5月 - AS200に6速マニュアルトランスミッションを追加設定、特別仕様車「Lエディション」をグレード化。
- 2000年8月 - AS200をベースにする特別仕様車「AS200 iEDITION（エディション）」を設定。フロントブラックグリル＆エンブレム、プロジェクターフォグランプ、専用アルミホイールを採用。内装では専用シート＆ドアトリム表皮、本革巻きステアリング&パーキングブレーキレバー、クロームメッキインサイドドアハンドルなどを装備したほか、インストルメントパネルのカラーをブラックで統一し、上質感も高めている。 さらに、運転席シート上下アジャスター、リヤセンターアームレスト（トランクスルー機構付）が装着され、快適装備も充実させている。
- 2001年1月 - AS200をベースにする特別仕様車「AS200 ヨーロピアン エレガント エディション」を設定。ブラックフロントグリル&エンブレム、専用スエード調シート&ドアトリム表皮、専用本革巻きシフトレバーノブ（マニュアル車）、専用グリーン照明インストルメントパネル&クロノグラフメーター、CDカセット一体AM/FMマルチ電子チューナー付ラジオ&4スピーカーを特別装備している。
- 2001年5月 - マイナーチェンジ。フロントグリルをレクサスISと共通化（エンブレムを除く）、RS200 MT仕様のメーターレイアウト変更など。
- 2001年7月 - シューティングブレーク風の5ドアハッチバック車である、「アルテッツァジータ（レクサスISスポーツクロス）」を追加。
- 2001年10月 - アルテッツァ、アルテッツァジータのAS200をベースの特別仕様車「Wiseセレクション」を設定。外板色にシルバーメタリック、ダークブルーマイカ、ホワイトパールクリスタルシャイン（オプション）の3色を設定。また、15インチアルミホイール、フロントフォグランプ、プライバシーガラス、本革巻きのステアリングホイール＆パーキングブレーキレバー＆シフトレバーノブを特別装備し、高級感を演出したほか、フロントアームレスト、レオスタット（メーター照度コントロールスイッチ）、コンライト、フロントドアカーテシランプ、フラットデッキボード（アルテッツァジータのみ）を採用し、より魅力的な仕様としている。
- 2002年8月 -一部改良。 ディスチャージヘッドランプの設定を全車に拡大。特別仕様車を設定。AS200「Wise セレクションII」は、15インチ専用アルミホイール、フロントフォグランプ、専用スウェード調シート表皮、UVカット機能付プライバシーガラス、本革巻きのステアリングホイール＆パーキングブレーキレバー&シフトレバーノブ、木目調スイッチベースを採用した。 RS200「LIMITED」は、17インチタイヤ＆専用アルミホイール、トルセンLSD、フロントプロジェクターフォグランプ、エアログリル(6速マニュアルのみ)、アルミペダルなどを採用する。DVDボイスナビゲーション付電動ポップアップ式EMV (エレクトロマルチビジョン)を装着した「ナビパッケージ」も用意する。
- 2003年8月 -一部改良。ディスチャージヘッドランプを全車に標準装備。ボディカラーのダークグレーマイカメタリック・スーパーブライトイエロー・ダークグリーンマイカ・ダークブルーマイカを廃止し、ダークブルーマイカメタリックを追加。アルテッツァジータでは、6速マニュアルを廃止。AS300 Nエディションを廃止。
- 2005年3月 - RS200生産終了。
- 2005年7月 - 販売終了。生産台数は11万1462台[5]

## モータースポーツ
スーパー耐久のグループN+クラスに参戦した。通常のグループNより改造範囲が広いスーパー耐久の中でもさらに改造範囲が広く、スリックタイヤの使用が認められるというグループN+のレギュレーションで強さを発揮し、2000年から2005年にかけてグループN+（2005年はST5クラス）のクラスチャンピオンを獲得した。またマカオグランプリ併催のギア・レースといった日本国外のレースにも出場し、2001年には織戸学がギア・レースで2位に入るなどの成績を残している。
アルテッツァのワンメイクレースとしては、2000年 - 2006年に開催されていたネッツカップアルテッツァシリーズがあった。実績あるドライバーが参加したことに加え、より上のクラスへの登龍門としての役割も兼ねていた。
ニュルブルクリンク24時間レースには2003年にスーパー耐久仕様のアルテッツァが参戦。接触によりリタイアしている。また2007年のTeam GAZOOのデビュー戦では、生産終了した後の中古の2台のアルテッツァをベースとして参戦、こちらはともに完走した。

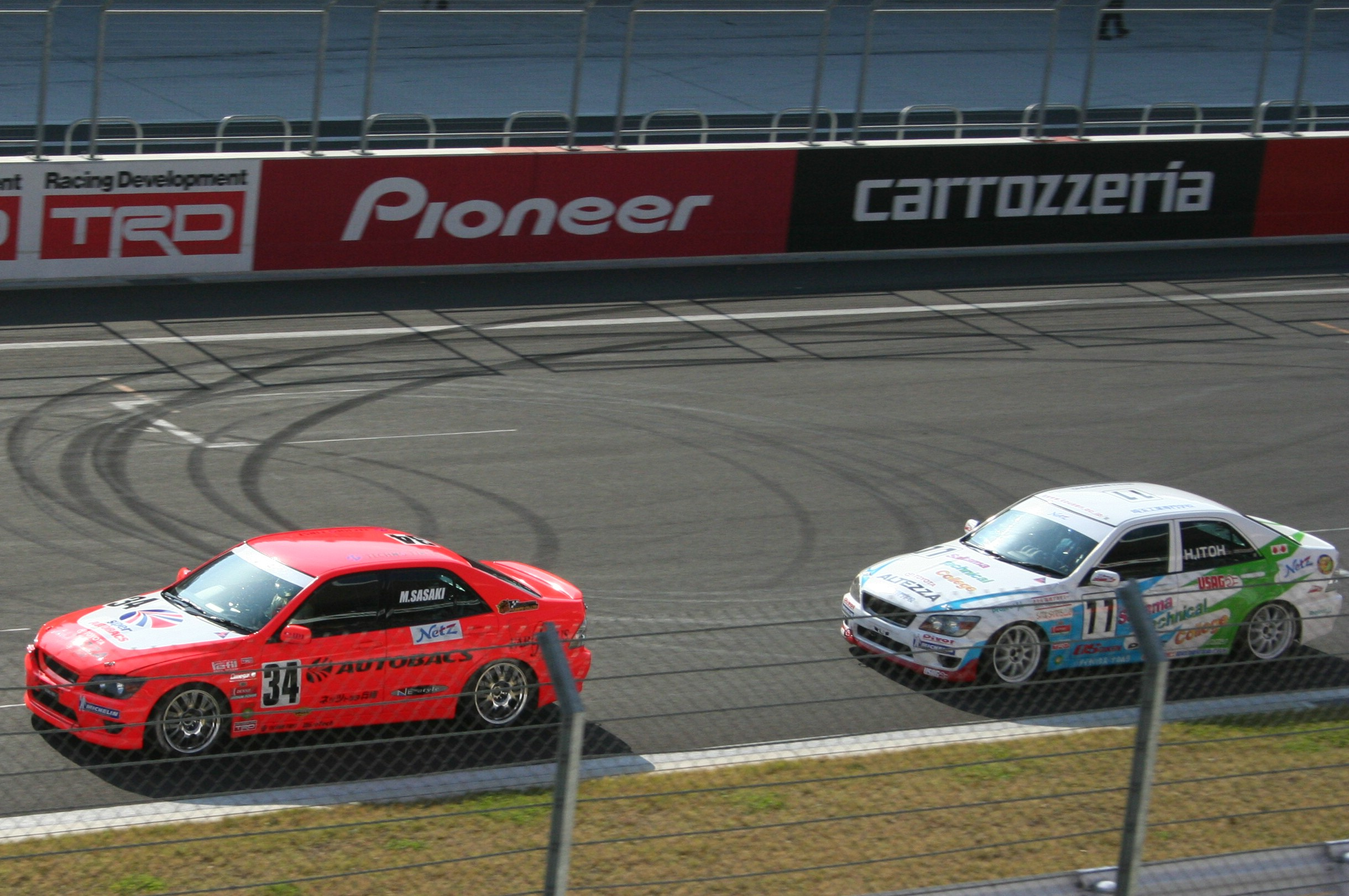
ネッツカップアルテッツァシリーズの様子
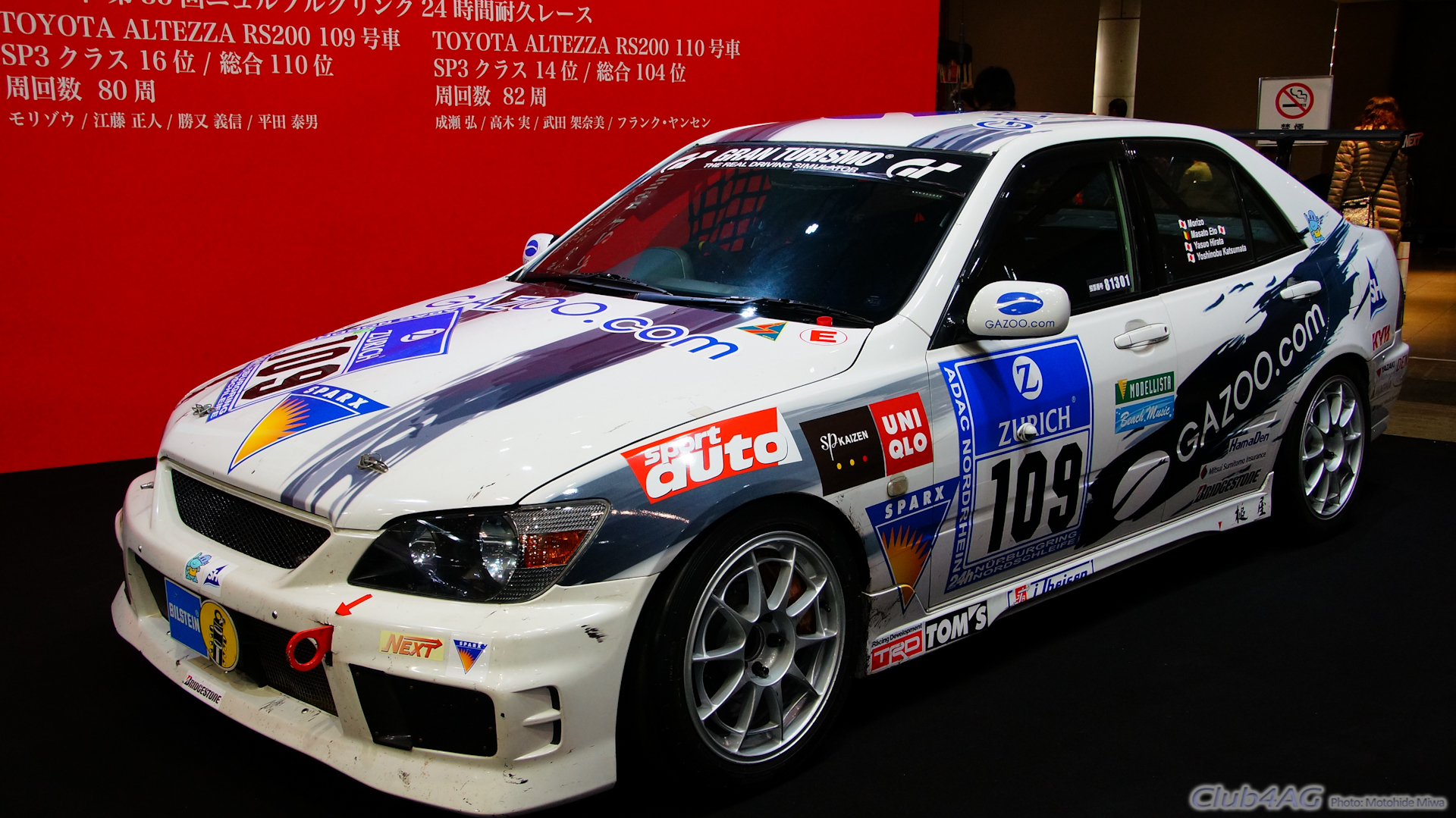
ニュルブルクリンク24時間レース参戦車（東京オートサロン2016）
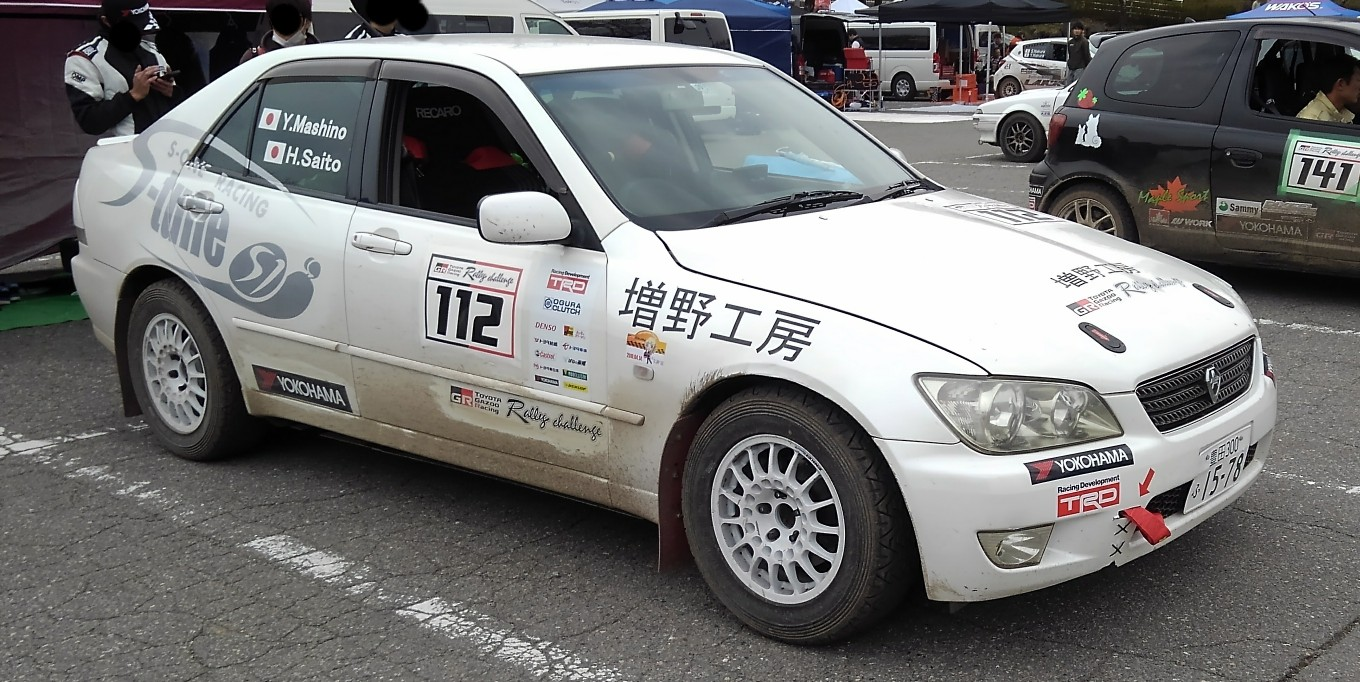
TGRラリーチャレンジに参戦するアルテッツァ（2019年）

## チューニング
発売当初はFRスポーツをアピールしていたこともあり、ライトからヘビーまでさまざまなチューニングベースとして使用された。ただ初期は車自体のキャラクターとユーザーの想像とが乖離していたこと、ミッションやデフのキャパシティが低く、改造した際の破損率が高かったことから、アフター業界から不評を買ってしまった。
ディーラー販売モデルとしてトムスによるボルトオンターボ仕様車280Tやモデリスタによるクオリタート（Qualitat）などが存在していたが、これはトヨタ系のディーラーおよびメーカーによるカスタマイズ販売では先駆けとなった車である。パワー向上のため、直列6気筒の1JZ-GTE型エンジンや2JZ-GTE型エンジンへのスワップした例もある。日本国外ではセルシオ（LS430）などが搭載するV型8気筒エンジンに換装された個体も存在する。なおTRDからは、路面追従性を引き上げた改良型のリアサスペンションメンバーが限定販売された。また、トムスではサイドフレーム強化ブレースやサスペンションメンバー強化ロッドなどが販売されていた。 レクサスモデルIS200として欧米で販売されていた事もあり、IS200のチューニング部品の取引も行われた。このように発売初期こそ純粋なFRスポーツからの乖離がバッシングの対象となったが、その後様々なチューニング部品が各種メーカーから発売されたため、自分好みのチューニングが出来る安価なスポーツセダンとして国内外で人気を維持している。

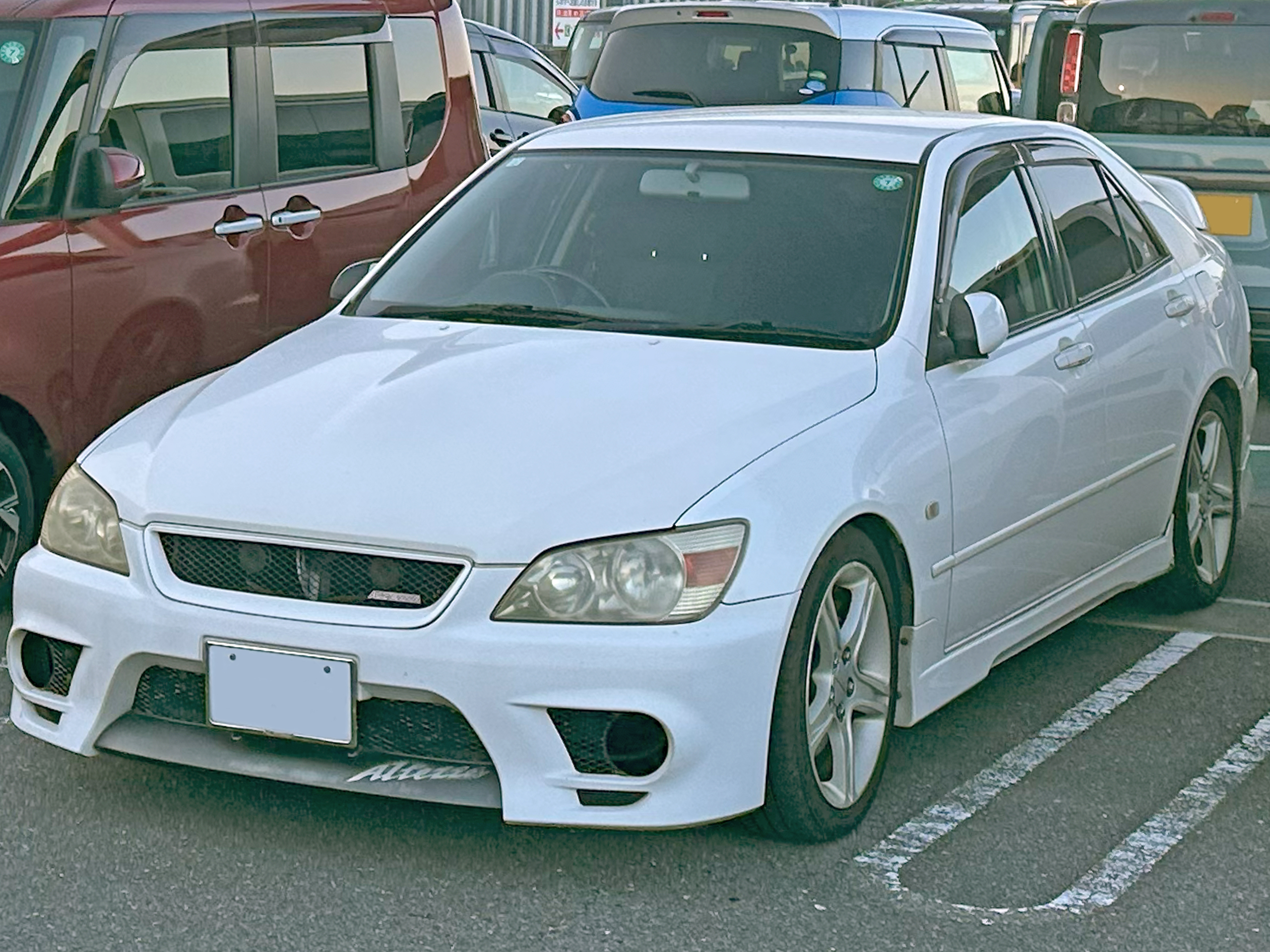
Qualitat（フロント）
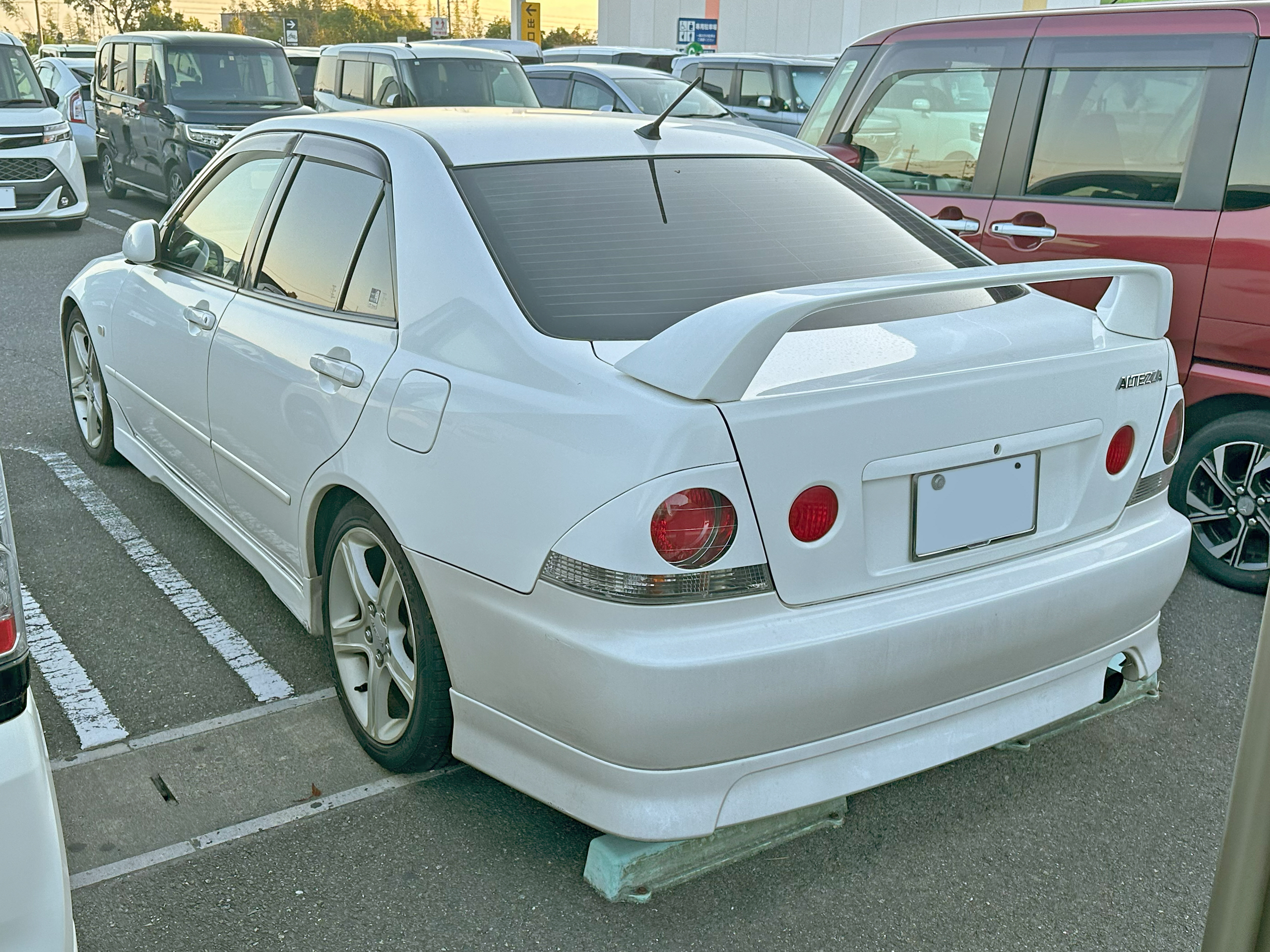
Qualitat（リア）
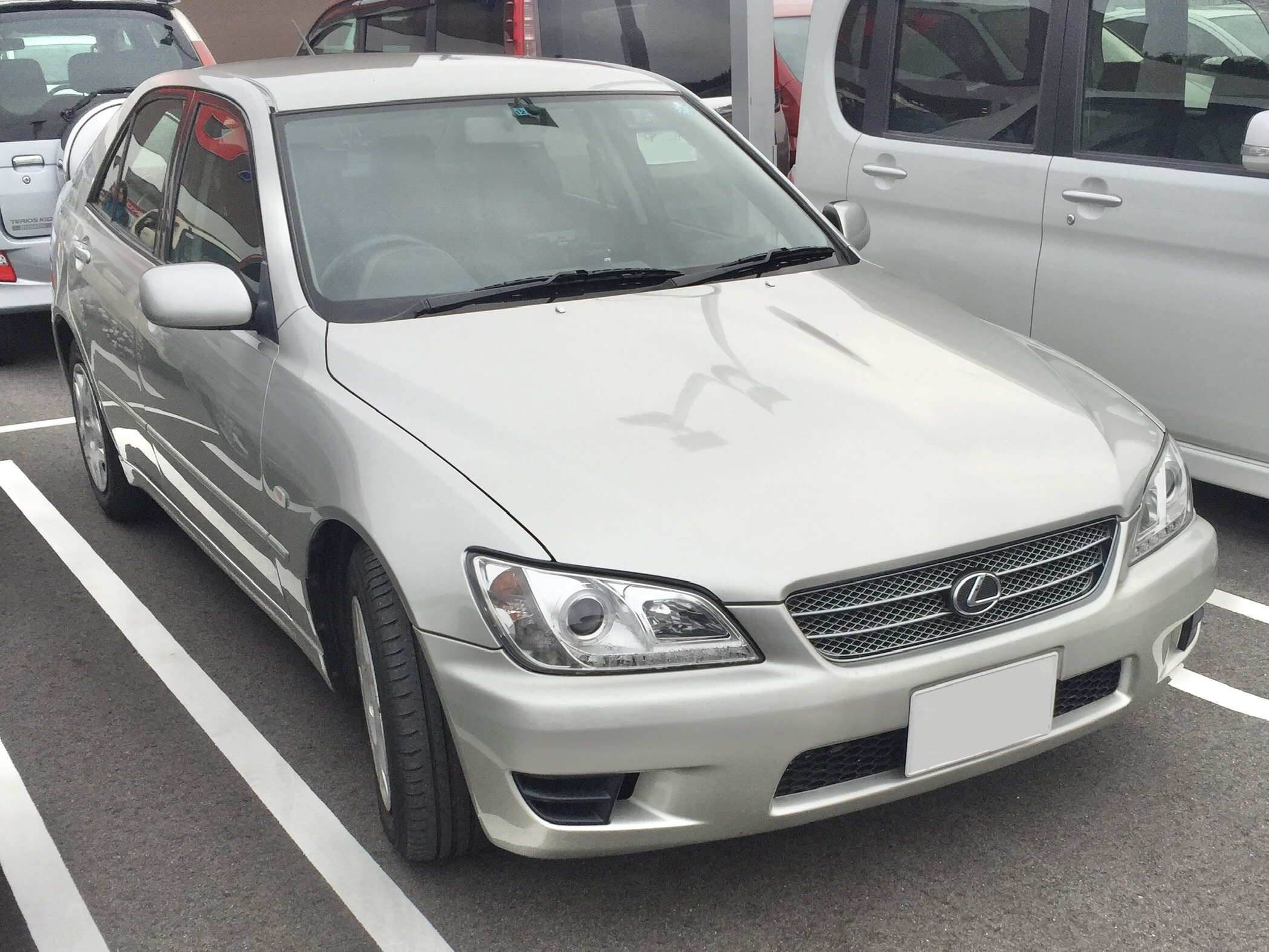
IS300スポーツクロスのフロントグリルが取り付けられたアルテッツァ

## 車名の由来
- アルテッツァ - イタリア語で「高貴」の意味。
- ジータ - イタリア語で「小旅行」の意味。

## その他
- アルテッツァ・ジータが発売された直後、TOKYO FMのラジオ番組「TOYOTA SOUND IN MY LIFE」でお台場にある「MEGAWEB」から公開生放送を行った（通常はスペイン坂スタジオから放送）。番組にはアルテッツァ・ジータの開発担当者もゲスト出演した。
- アルテッツァが発売された当初、ディーラーにて『ネッツマガジン アルテッツァ』としてプレイステーションソフトが配布された。